# پیلا، لاگونا
پیلا، لاگونا (به لاتین: Pila, Laguna) یک منطقهٔ مسکونی در فیلیپین است که در لاگونا واقع شده‌است.

## خصوصیات
پیلا ۳۱٫۲۰ کیلومترمربع مساحت و ۴۶٬۵۳۴ نفر جمعیت دارد.